# Carbonación

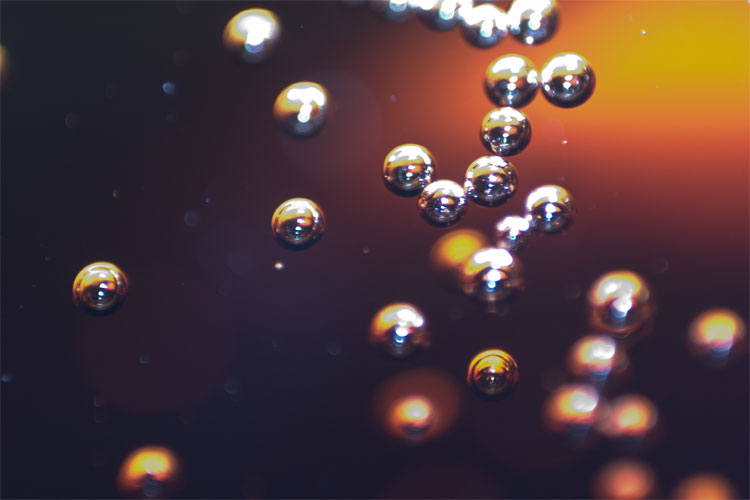
Burbujas de dióxido de carbono flotando a la superficie de una Gaseosa.

Carbonación es el proceso de disolver dióxido de carbono en agua. El procedimiento usualmente envuelve el uso de dióxido de carbono bajo alta presión. Cuando la presión se reduce, el dióxido de carbono es liberado desde la disolución como pequeñas burbujas, que causa el efecto de efervescencia. Este efecto es visto por ejemplo en las gaseosas.
La carbonación puede describir también una reacción química, un ejemplo de lo que es un paso clave en la fotosíntesis.

## Química
El dióxido de carbono es poco soluble en agua, y por tanto suele estar separado como gas. El proceso de dióxido de carbono efervesciendo desde una disolución es representado por la siguiente reacción química, en la cual el ácido carbónico acuoso se convierte a dióxido de carbono y agua:
H2CO3 → H2O + CO2

## Bioquímica

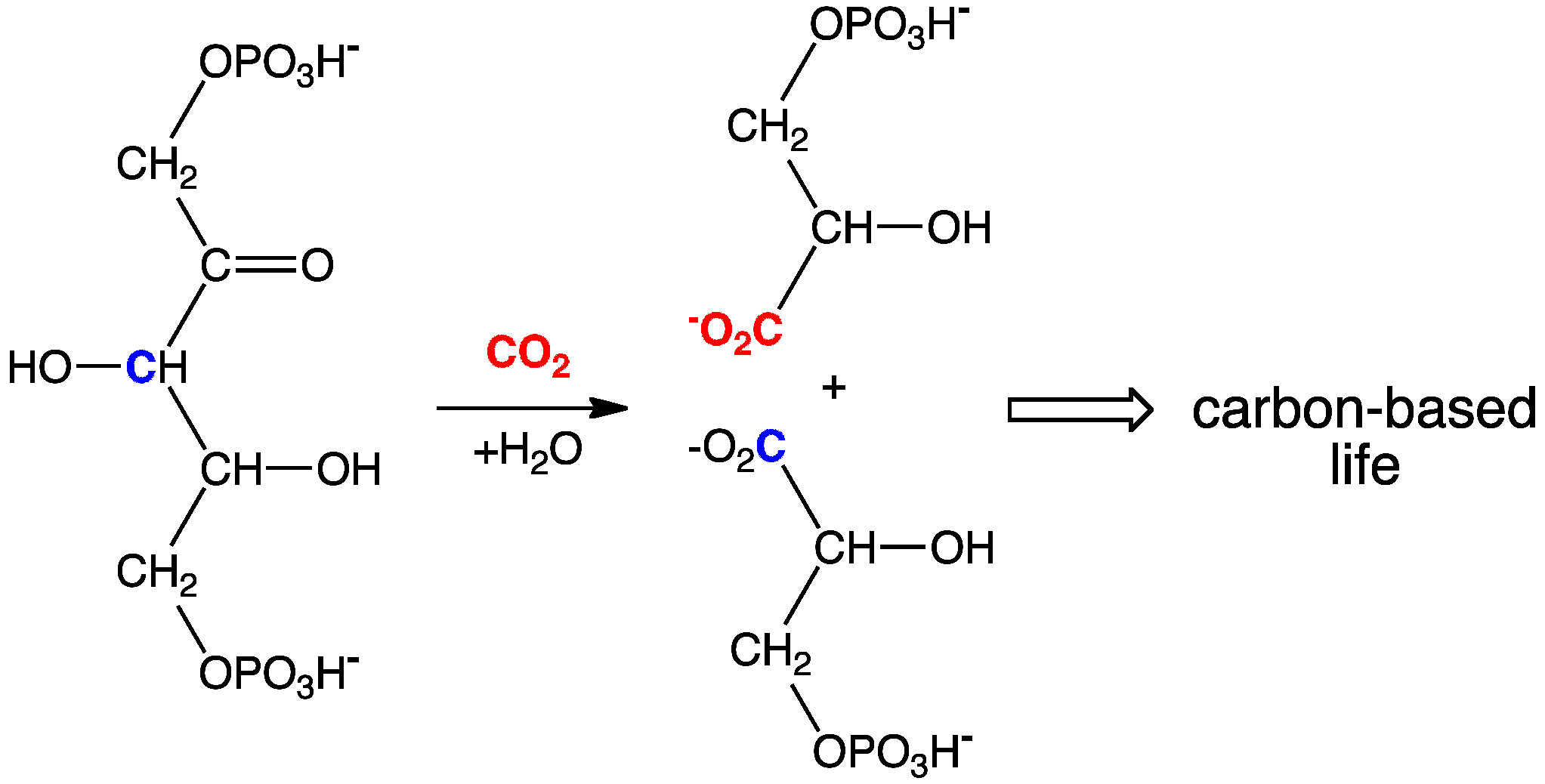
La carbonación de biofosfato de ribulosa es el punto inicial de la incorporación de dióxido de carbono en la biósfera.

La carbonación describe también la incorporación de dióxido de carbono en compuestos químicos. Nuestra vida basada en carbono se origina de una reacción de carbonación que es a menudo catalizada por la enzima RuBisCO. Tan importante es este proceso de carbonación que una significante fracción de la masa de una hoja consiste en esta enzima carbonante.